# 이바라키현 제2구
이바라키현 제2구(일본어: 茨城県第2区)는 일본의 중의원 선거구이다. 1994년 일본 공직선거법이 개정되면서 신설되었다.

## 지역
- 미토시 (구 히가시이바라키군 우시하라정 일대)
- 가사마시 (구 니시이바라키군 토모베정, 이와마정 일대)
- 가시마시
- 이타코시
- 가미스시
- 나메가타시
- 호코타시
- 오미타마시 (구 미노리정, 구 오가와정 일대)
- 히가시이바라키군
  - 이바라키정
  - 오아라이정

## 역대 국회의원
- 누카가 후쿠시로 (소속 정당: 자유민주당, 임기: 1996년 ~ 2009년)
- 이시즈 마사오 (소속 정당: 민주당, 임기: 2009년 ~ 2012년)
- 누카가 후쿠시로 (소속 정당: 자유민주당, 임기: 2012년 ~ 현재)